# Kiesruck
Der Kiesruck ist ein 1265 m ü. NHN hoher Berg im Erweiterungsgebiet des Nationalparks Bayerischer Wald zwischen Großem Falkenstein und Großem Rachel.

## Geographie
Am westlichen Abstieg des Berges liegen die Ortschaften Spiegelhütte und Buchenau. Unterhalb der Ostflanke des Kiesrucks befinden sich in einer „Gfällei“ genannten Senke die beiden, zusammen über 150 Hektar ausgedehnten Sumpfgebiete Dreilinienmoos und Grenzmoos. Dort entspringt der Stubenbach, der zur Nordsee hin entwässert. Über den Höhenzug hinweg verläuft eine der europäischen Hauptwasserscheiden, die Elbe-Donau-Wasserscheide. Die an der südlichen und westlichen Flanke des Höhenzuges entspringenden Bäche entwässern über den Kleinen Regen als Vorfluter in das Donaugebiet zum Schwarzen Meer hin.

## Begehung
Der Kiesruck befindet sich im Kerngebiet des Nationalparks Bayerischer Wald, auf den Gipfel führt kein markierter Wanderweg. Deshalb ist der Kiesruck zum Schutz des Auerhuhns und anderer bedrohter Arten nur von Mitte Juli bis Mitte November zugänglich. Unterhalb des Gipfels führt der Weitwanderweg E6 vorbei.
Zum Berggipfel gelangt man vorbei an einem großen Felsbrocken mit einem „Felsentor“. Auf dem höchsten Punkt dieser Felsgruppe ist ein kleines metallenes Gipfelkreuz angebracht. In Richtung Westen und Südwesten
besteht eine recht gute Aussicht, ermöglicht durch eine durch den Orkan Kyrill entstandene größere Windwurffläche. Etwa 500 m unterhalb des Gipfels Richtung Südwesten befindet sich eine felsige Erhebung, der „Fahnenriegel“, mit einem weiteren kleinen Gipfelkreuz.